# George McCloud
George Aaron McCloud (Daytona Beach, Florida, 27 de mayo de 1967) es un exjugador de baloncesto estadounidense que jugó durante doce temporadas en la NBA, además de hacerlo también en la CBA, la liga italiana y la USBL. Con 1,98 metros de altura, jugaba en la posición de escolta.

## Trayectoria deportiva

### Universidad
Jugó durante cuatro temporadas con los Seminoles de la Universidad Estatal de Florida, en las que promedió 13,5 puntos y 3,4 rebotes por partido. Conserva todavía varios récords de su universidad, la mayoría relacionados con los lanzamientos de tres puntos, como el de más conseguidos en un partido, 10 ante La Salle Explorers o el de más en una temporada, con 115 en su último año de carrera, siendo elegido ese mismo año en el tercer equipo All-American.

### Profesional
Fue elegido en la séptima posición del Draft de la NBA de 1989 por Indiana Pacers, donde jugó cuatro temporadas. Tras terminar contrato, se fue a jugar al Scavolini Pesaro de la liga italiana, donde en su única temporada promedió 19,6 puntos y 5,3 rebotes por partido. Regresó en la temporada 1994-95 a la NBA, firmando un contrato por diez días como agente libre por Dallas Mavericks, que finalmente fue ampliado hasta los dos años. En su segunda temporada en el equipo batío un récord de la NBA que todavía sigue vigente, al lanzar 678 veces más allá de la línea de tres puntos. Esa misma temporada batió también el récord de más triples lanzados en un partido, con 20, superado en la temporada 2004-05 por Damon Stoudamire con 21. En el All-Star de 1996 participó en el concurso de triples, en el que llegó a semifinales.
Al año siguiente se vería envuelto en un múltiple traspaso que le llevaría junto a Sam Cassell, Chris Gatling, Jim Jackson y Eric Montross a New Jersey Nets a cambio de Shawn Bradley, Ed O'Bannon, Robert Pack y Khalid Reeves, quienes también lo utilizaron como moneda de cambio con los Lakers, que obtuvieron a Joe Kleine y una futura ronda del draft. En los Lakers apenas jugaría 26 partidos, fichando al año siguiente por Phoenix Suns, donde jugaría dos temporadas.
Tras un breve paso por los Tampa Bay Windjammers de la USBL, firmó como agente libre por Denver Nuggets un contrato por 3 temporadas y 6,6 millones de dólares, tras las cuales se retiraría definitivamente. A lo largo de su carrera en la NBA promedió 9,0 puntos y 3,1 rebotes por partido.

## Estadísticas de su carrera en la NBA

### Temporada regular
| Temporada | Edad | Equipo             | Liga | P   | TIT | MIN  | TC  | TCA  | %TC  | 3P  | 3PA | %3P  | TL  | TLA | %TL  | R.OF. | R.DEF. | REB | ASIS | ROB | TAP | PER | FP  | PTS  |
| 1989-90   | 22   | Indiana Pacers     | NBA  | 44  | 0   | 9.4  | 1.0 | 3.3  | .313 | 0.3 | 0.9 | .325 | 0.3 | 0.4 | .789 | 0.3   | 0.7    | 1.0 | 1.0  | 0.4 | 0.1 | 0.8 | 1.3 | 2.7  |
| 1990-91   | 23   | Indiana Pacers     | NBA  | 74  | 0   | 14.5 | 1.8 | 4.7  | .373 | 0.6 | 1.7 | .347 | 0.5 | 0.7 | .776 | 0.5   | 1.1    | 1.6 | 2.0  | 0.5 | 0.1 | 1.2 | 1.9 | 4.6  |
| 1991-92   | 24   | Indiana Pacers     | NBA  | 51  | 5   | 17.5 | 2.5 | 6.1  | .409 | 0.6 | 1.8 | .340 | 1.0 | 1.3 | .781 | 0.9   | 1.7    | 2.6 | 2.3  | 0.5 | 0.2 | 1.2 | 1.9 | 6.6  |
| 1992-93   | 25   | Indiana Pacers     | NBA  | 78  | 21  | 19.2 | 2.8 | 6.7  | .411 | 0.7 | 2.3 | .320 | 1.0 | 1.3 | .735 | 0.8   | 1.9    | 2.6 | 2.5  | 0.7 | 0.1 | 1.4 | 2.1 | 7.2  |
| 1994-95   | 27   | Dallas Mavericks   | NBA  | 42  | 3   | 19.1 | 3.4 | 7.8  | .439 | 0.8 | 2.1 | .382 | 1.9 | 2.3 | .833 | 2.0   | 1.5    | 3.5 | 1.3  | 0.5 | 0.2 | 1.0 | 1.7 | 9.6  |
| 1995-96   | 28   | Dallas Mavericks   | NBA  | 79  | 63  | 36.0 | 6.7 | 16.2 | .414 | 3.3 | 8.6 | .379 | 2.3 | 2.8 | .804 | 1.5   | 3.3    | 4.8 | 2.7  | 1.4 | 0.5 | 2.1 | 2.7 | 18.9 |
| 1996-97   | 29   | TOTAL              | NBA  | 64  | 28  | 23.3 | 3.7 | 9.0  | .412 | 1.5 | 4.0 | .390 | 1.3 | 1.6 | .822 | 0.6   | 2.2    | 2.8 | 1.7  | 1.0 | 0.1 | 1.0 | 2.0 | 10.3 |
| 1996-97   | 29   | Dallas Mavericks   | NBA  | 41  | 26  | 29.4 | 5.0 | 11.8 | .423 | 1.9 | 5.0 | .380 | 1.9 | 2.2 | .837 | 0.7   | 2.8    | 3.5 | 2.2  | 1.3 | 0.2 | 1.3 | 2.6 | 13.7 |
| 1996-97   | 29   | Los Angeles Lakers | NBA  | 23  | 2   | 12.4 | 1.5 | 4.2  | .354 | 0.9 | 2.1 | .429 | 0.3 | 0.4 | .667 | 0.3   | 1.3    | 1.6 | 0.7  | 0.4 | 0.0 | 0.4 | 0.9 | 4.1  |
| 1997-98   | 30   | Phoenix Suns       | NBA  | 63  | 13  | 19.3 | 2.7 | 6.8  | .405 | 1.1 | 3.3 | .341 | 0.6 | 0.8 | .765 | 0.7   | 2.7    | 3.5 | 1.3  | 0.9 | 0.2 | 1.0 | 2.1 | 7.2  |
| 1998-99   | 31   | Phoenix Suns       | NBA  | 48  | 16  | 25.9 | 3.0 | 6.8  | .438 | 1.4 | 3.5 | .416 | 1.6 | 1.8 | .862 | 0.7   | 2.7    | 3.4 | 1.6  | 0.9 | 0.3 | 1.0 | 2.6 | 8.9  |
| 1999-00   | 32   | Denver Nuggets     | NBA  | 78  | 11  | 27.2 | 3.4 | 8.2  | .417 | 1.4 | 3.6 | .378 | 1.9 | 2.3 | .818 | 0.9   | 2.7    | 3.7 | 3.2  | 0.6 | 0.3 | 1.7 | 2.3 | 10.1 |
| 2000-01   | 33   | Denver Nuggets     | NBA  | 76  | 8   | 26.4 | 3.3 | 8.6  | .382 | 1.0 | 3.1 | .329 | 2.0 | 2.4 | .840 | 0.7   | 2.2    | 2.9 | 3.7  | 0.7 | 0.4 | 1.5 | 2.2 | 9.6  |
| 2001-02   | 34   | Denver Nuggets     | NBA  | 69  | 26  | 26.5 | 3.0 | 8.3  | .358 | 0.9 | 3.2 | .270 | 1.9 | 2.4 | .810 | 1.0   | 2.7    | 3.6 | 3.0  | 0.8 | 0.3 | 2.1 | 2.5 | 8.8  |
| Total     |      |                    | NBA  | 766 | 194 | 22.8 | 3.2 | 8.0  | .402 | 1.2 | 3.4 | .358 | 1.4 | 1.7 | .810 | 0.9   | 2.2    | 3.1 | 2.3  | 0.8 | 0.2 | 1.4 | 2.1 | 9.0  |

### Playoffs
| Temporada | Edad | Equipo         | Liga | P  | MIN | TCA | TC  | 3PA | 3P | TLA | TL | R.OF. | REB | ASIS | ROB | TAP | PER | FP | PTS | %TC  | %3P  | %FT  | MIN  | PTS  | REB | AST |
| 1989-90   | 22   | Indiana Pacers | NBA  | 1  | 4   | 1   | 2   | 0   | 0  | 0   | 0  | 1     | 1   | 0    | 0   | 0   | 1   | 2  | 2   | .500 |      |      | 4.0  | 2.0  | 1.0 | 0.0 |
| 1991-92   | 24   | Indiana Pacers | NBA  | 2  | 53  | 6   | 12  | 3   | 6  | 8   | 11 | 0     | 2   | 6    | 2   | 1   | 3   | 5  | 23  | .500 | .500 | .727 | 26.5 | 11.5 | 1.0 | 3.0 |
| 1992-93   | 25   | Indiana Pacers | NBA  | 4  | 79  | 8   | 23  | 2   | 12 | 1   | 4  | 3     | 11  | 14   | 4   | 1   | 5   | 14 | 19  | .348 | .167 | .250 | 19.8 | 4.8  | 2.8 | 3.5 |
| 1997-98   | 30   | Phoenix Suns   | NBA  | 4  | 126 | 21  | 41  | 12  | 21 | 3   | 4  | 2     | 19  | 8    | 1   | 1   | 6   | 15 | 57  | .512 | .571 | .750 | 31.5 | 14.3 | 4.8 | 2.0 |
| 1998-99   | 31   | Phoenix Suns   | NBA  | 3  | 80  | 13  | 30  | 9   | 20 | 7   | 10 | 2     | 13  | 2    | 5   | 0   | 3   | 13 | 42  | .433 | .450 | .700 | 26.7 | 14.0 | 4.3 | 0.7 |
| Total     |      |                | NBA  | 14 | 342 | 49  | 108 | 26  | 59 | 19  | 29 | 8     | 46  | 30   | 12  | 3   | 18  | 49 | 143 | .454 | .441 | .655 | 24.4 | 10.2 | 3.3 | 2.1 |